# Dødheimsgard
Dødheimsgard (também conhecido como DHG) é um grupo de metal extremo norueguês formado em 1994. Inicialmente faziam black metal, mas a partir do álbum 666 International de 1999 a banda mudou para uma sonoridade mais experimental e próxima ao avant-garde. Em 2000, reduziram seu nome para DHG e em 2003 sofreu grandes mudanças na sua formação com as saídas de Aldrahn, Zweizz e Czral.
Dødheimsgard é a contração de três palavras em norueguês: Død que significa "morte", heim que significa "casa" e gard que neste caso significa "mansão". Em uma tradução livre, o nome seria "Mansão da Morte" ou em uma versão alternativa "Domínio da Morte/dos Mortos".
Em 4 de Janeiro de 2008 o vocalista Kvohst anunciou sua saída da banda, tendo retornado entre 2010 e 2011. O primeiro álbum foi lançado em 1995 com o nome de Kronet Til Konge, distribuído pela Malicious Records, e o álbum mais recente foi lançado em 2015, intitulado A Umbra Omega.

## Formação

### Atual
- Vicotnik - guitarra/vocal  (1994-hoje)
- Aldrahn (do Thorns) - vocal, guitarra (1994–2003), vocal  (2013-hoje)
- Terghl - bateria (2009-)
- Thunberg - guitarra (2015-hoje)
- L.E. Måløy - baixo (2015-hoje)

### Ex-integrantes
- Fenriz - baixo/vocal (1994–1995)
- Apollyon - guitarra/baixo/bateria/vocal (1995–1999)
- Alver - baixo (1996)
- Zweizz - teclado/piano (1997–2003)
- Kvohst - vocal (1998-2008, 2010-2011)
- Galder - guitarra (1998)
- Cerberus - baixo (1998)
- Inflabitan - guitarra (ao vivo em 1999)
- Czral - bateria (1999–2003, e em Supervillain Outcast)
- Blargh - guitarra
- Clandestine - baixo
- Jormundgand - teclado
- Thrawn - guitarra
- D'arn - bateria
- Mort - teclado em Supervillain Outcast

## Discografia
Álbuns
- Kronet Til Konge (1995)
- Monumental Possession (1996)
- Satanic Art (MCD) (1998)
- 666 International (1999)
- Supervillain Outcast (2007)
- A Umbra Omega (2015)
- Black Medium Current (2023)

Demos
- Promo 1994  (1994)
- Promo 1995 (1995)